# Trần Danh Ninh
Trần Danh Ninh (1703-1767) là đại thần nhà Lê trung hưng trong lịch sử Việt Nam.

## Thân thế
Trần Danh Ninh người làng Bảo Triện huyện Gia Định, nay là huyện Gia Bình, tỉnh Bắc Ninh. Cha ông là Trần Phục Dực đỗ đồng tiến sĩ năm 1683 làm tới chức Tham chính Lạng Sơn.
Trong 10 người con của Trần Phục Dực, Trần Danh Ninh là con thứ 8.

## Sự nghiệp
Trần Danh Ninh ham học từ nhỏ, lớn lên nổi tiếng với tài văn chương. Năm 1723 đời Lê Dụ Tông, ông thi Hương đỗ giải nguyên. Năm 1731 đời Lê Duy Phường, ông đỗ Hoàng giáp. Từ thi Hương đến thi Đình ông đều đỗ cao nhất.
Năm 1740 đời Lê Hiển Tông, ông làm Thị giảng Viện hàn lâm, được vào phủ chúa Trịnh làm Bồi tụng và thăng tước Bảo Huy bá.
Năm 1743 ông được phong làm Tế tửu Quốc Tử Giám, sau đó vì có lỗi nên phải rút lui khỏi chức Bồi tụng. Ít lâu sau ông theo chúa Trịnh Doanh đi đánh dẹp có công, được thăng làm Đại học sĩ Đông các. Năm 1744, ông đi đánh dẹp phía đông, có công lao nên được hồi phục chức Bồi tụng và tham gia việc ở Viện khu mật.
Năm 1745, ông được thăng làm Thiêm đô ngự sử. Năm 1746, Trịnh Doanh dùng ông vào chức làm Hữu thị lang bộ Công.
Năm 1747, ông được thăng tước hầu, Hữu thị lang bộ Lại. Lúc đó quân nổi dậy Nguyễn Hữu Cầu đang đánh phá phía đông dữ dội. Trần Danh Ninh được sai đi làm Tán lý, cùng với chức kiêm Thống lý, Cần quận công, mang quân đi đánh, giành thắng lợi. Phía đông tạm yên, ông được thăng làm Phó đô ngự sử.
Năm 1752, ông theo chúa Trịnh Doanh đi dẹp phía tây. Năm 1753 dẹp yên vùng phía tây, ông được thăng làm Hữu thị lang bộ Công.
Trần Danh Ninh làm việc trong phủ chúa 16 năm, là người ngay thẳng, không a dua nên các quyền thần ganh ghét. Ông bị người khác gièm pha nên năm 1756 bị giáng tội phải tụt đi một "tư" (như 1 bậc).
Sang năm 1757 ông lại vào bộ Công. Cuối năm 1760, ông lại được hồi phục chức Bồi tụng. Năm sau, ông làm Tả thị lang bộ Lễ, rồi Tả thị lang bộ Hình, kiêm Tổng tài sử quán. Vì có công đánh dẹp, Trần Danh Ninh lại được thăng làm Tả thị lang bộ Lễ.
Năm 1766, ông xin cáo lão, được thăng làm Thượng thư bộ Lễ. Đầu năm 1767, ông mất, thọ 65 tuổi. Khi đó ông chưa kịp về làng. Triều đình truy tặng ông làm Thái bảo, thụy là Mẫn Đạt.

## Gia đình
Em ông là Trần Danh Lâm cùng ông đỗ đạt trong khoa cử và cùng làm đại thần trong triều, rất có danh tiếng. Con trai thứ tư của Trần Danh Ninh là Trần Quang Trạch nổi tiếng là thần đồng, năm 13 tuổi đã làm Nội học sĩ, năm 15 tuổi đã cùng sứ nhà Thanh xướng họa, được người đời gọi là Trạng nguyên.

## Nhận định
Sử gia Phan Huy Chú nhận định về ông như sau:
Ông là người ngay thẳng, nghiêm nghị, tự giữ cái phong thể của việc mình, việc giáp binh, việc tế lễ, việc nào cũng làm được cả. Đến như ở chốn triều đình làm việc chính trị, ông rất khẳng khái, công bằng, lẫm liệt, không ai dám phạm, có khuôn mẫu khí độ của bậc danh thần, bấy giờ ai cũng kính phục.